# Ugo Dossi
Ugo Dossi (* 1. November 1943 in München) ist ein deutscher Maler und Objektkünstler. Er war auf der documenta 6 und 8, zweimal auf der Biennale von Venedig und auf den Biennalen von Paris und Buenos Aires vertreten.

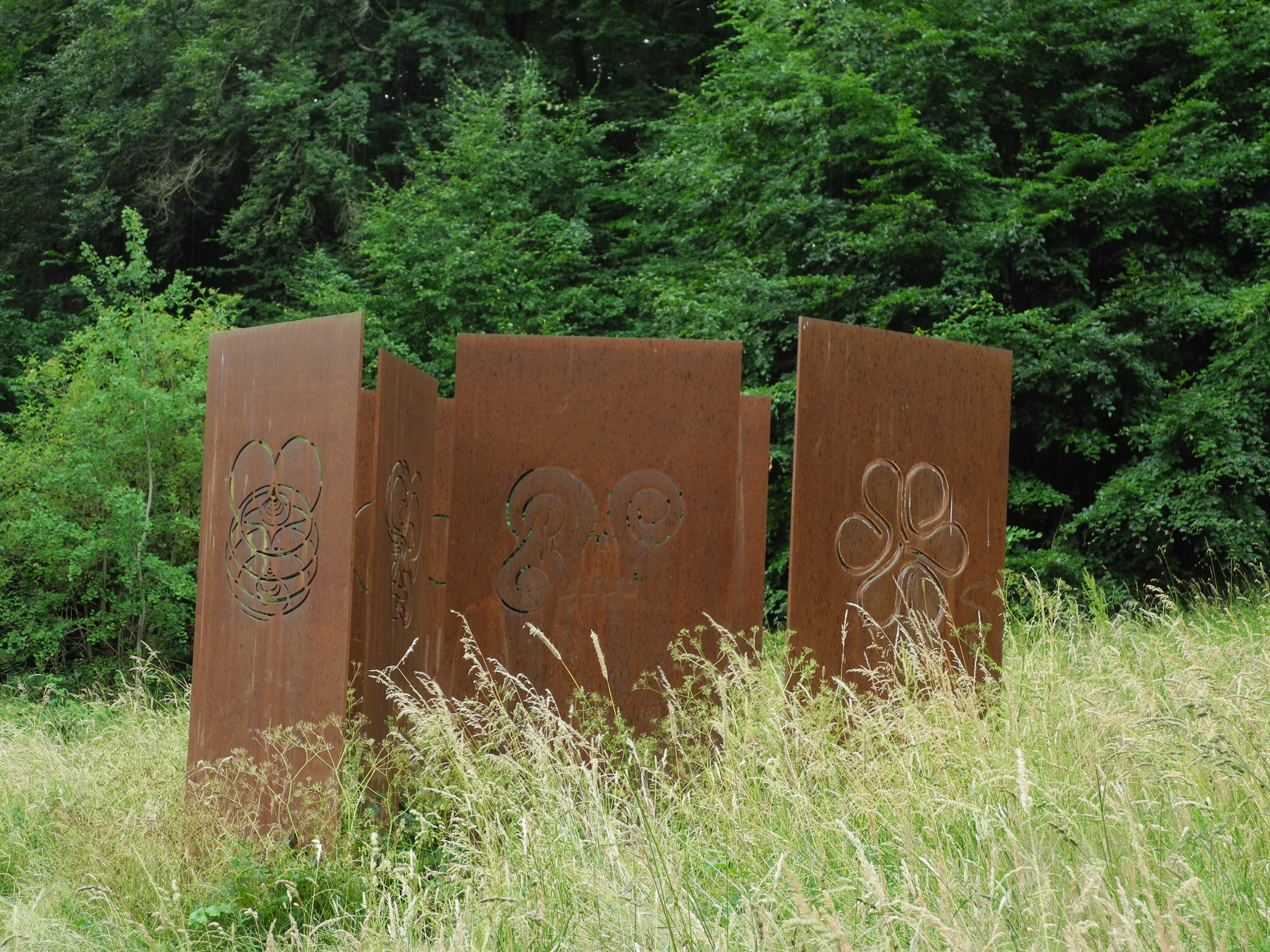
Skulptur von Dossi, Künstler-Nekropole im Habichtswald, Kassel

## Leben
Dossi war Sohn einer Familie, die aus dem Trentino nach München einwanderte. Dossi studierte von 1962 bis 1965 an der Akademie der Bildenden Künste München bei dem Monumentalmaler Franz Nagel und an der Accademia di Brera in Mailand. Von 1965 bis 1976 war er freischaffend in Mailand als Künstler tätig. Dort wurde Dossi von der dem Surrealismus zugewandten „Galleria Arturo Schwarz“ betreut. Zeitweise arbeitete er in Mailand als Bühnenmaler. Von 1975 bis 1976 unterhielt er ein Atelier in Paris, 1976 zunächst in Zürich und anschließend in München. Er nahm 1977 an der Documenta 6 und 1987 an der Documenta 8 in Kassel teil. Dossi beteiligte sich an den Biennalen in Venedig (1986 und 2011), Paris (1975), Buenos Aires (2000) und der Triennale di Milano (1974).

## Lehraufträge
Dossi hatte von 1986 bis 1994 einen Lehrauftrag an der Akademie der Bildenden Künste München, 1987 an der TU Berlin und im gleichen Jahr an der Internationalen Sommer-Akademie Salzburg. 1991 lehrte er an der Somaya Universität in Bombay und 1992 an der University of South Florida in Tampa. Weitere Lehraufträge nahm Dossi 1992 am Bauhaus in Dessau, von 1992 bis 1994 an der Kunstakademie Münster, 1993 an der Hochschule der Künste Berlin, von 1993 bis 1994 an der Hochschule der Bildenden Künste Saar in Saarbrücken, 1995 an der Academie de Artǎ Bukarest und im gleichen Jahr an der Akademie Belgrad wahr. Von 1997 bis 1999 war er zum Professor an die Akademie der Bildenden Künste in München berufen.

## Werk
Dossis Interesse gilt dem Unterbewussten, der Über-Realität sowie dem Bestreben, die universale Bildwelt des Unterbewussten sichtbar zu machen. Dabei nutzt er die Fähigkeit des Gehirns, Bilder zu speichern und wieder abrufen zu können. Angeregt wurde er sowohl durch die Lehren von Wilhelm Reich als auch von Sigmund Freud. Zudem inspirierte ihn die Fluxus-Bewegung, vor allem die Arbeiten von George Brecht und Robert Filliou, aber auch die neo-surrealistische Objektkunst von Edward Kienholz sowie die Arbeiten des Nouveau Realisme von Daniel Spoerri. Dossi stellte zunächst Räume aus bedruckten, seriellen Teilen her, die den Blick in imaginäre Innenräume des Unterbewussten sichtbar machen sollten. Nach ersten Versuchen mit Sprache in Form von Assoziationen und Farbe in den „Schlieren-Bildern“ von 1969, entwickelte Dossi seine „Funktions-Skulpturen“ und „Hilfsmittel“, wie den „Sensograph“, mit dem unbewusste Sensomotorik in Zeichnungen umgesetzt werden konnte. 1999 schuf er die „Fluidum Maschine“. Die Form der automatischen Zeichnungen, mit denen Bilder aus dem Unterbewussten sichtbar gemacht werden, erinnert stark an den surrealistischen Automatismus. Mit Hypnose und Trance bringt Dossi in Arbeitsgruppen seine Helfer dazu, Bilder aus ihrem Unterbewussten offenzulegen. Seine benutzten Hilfsmittel wie die „Funktions-Skulptur“ werden schließlich zu eigenständigen Plastiken. Mithilfe von Installationen aus Licht, Laser, Video und mit subliminalen Projektionen, wie kurzen, kaum wahrnehmbaren Einblendungen, die sich im Unterbewusstsein einlagern, reproduzierte er Bilder, um mit ihnen erneut ins Unterbewusste des Betrachters vorzudringen. Dossis wichtigste künstlerische Elemente sind Installationen, die mit den Medien Video und Projektion arbeiten. Er beschäftigt sich stark mit den Themen Kunst/Wissenschaft, Unterbewusstsein und Kunst/Schach.
1987 zeigte Dossi auf der Documenta 8 in Kassel die Installation „Brennender Busch“, 1987 (Installation mit Bildprojektion, ca. 5 m × 8 m), die der Künstler „Wahrnehmungsexperiment“ nannte. Ein realer Busch diente in dunkler Umgebung als Projektionkörper für extrem kurzzeitige, nur wenige hundertstel Sekunden dauernde Bildprojektionen („strotoskopische Bildinjektionen“), die „für das Auge unsichtbar bleiben, vom Unterbewußtsein aber wahrgenommen und gespeichert werden. […] Die Installation ‚brennender Busch‘ ist Trägerkörper für Dossis subliminale Projektionen und Aktionsrahmen für die angesteuerten archaischen Assoziationen.“
Für die Künstler-Nekropole am Habichtswald in Kassel gestaltete Dossi 2003 die Skulptur Denkort. Sie besteht aus acht gleich großen Stahlplatten, die auf den Linien zu einem inneren und einem äußeren Quadrat positioniert wurden. Mit Lasertechnik wurde in jede Stahlplatte ein Piktogramm geschnitten, wobei auf den inneren Stahlplatten vier Gesichter des Todes und auf den äußeren vier Formen der Seele zu sehen sind. 2021 entwarf Dossi in der Künstlernekropole ein Grabmal für seinen Freund Manfred Schneckenburger. Es ist als Vase auf einem Sockel gestaltet. Blickt man auf die Skulptur, kann man am Umriss das Profile Schneckenburgers erkennen, quasi als Leerstelle.
Dossi lebt und arbeitet in München und Berlin.

## Auszeichnungen
- 1978: Förderpreis der Gabriele Münter- und Johannes Eichner-Stiftung, München
- 1979: Förderpreis für Bildende Kunst der Landeshauptstadt München[7]
- 1989: Kunstpreis Glockengasse, Köln, zusammen mit Mechthild Frisch und Katharina Fritsch[8]
- 2008: Erich-Hauser-Preis der Kunststiftung Erich Hauser, Rottweil[9]

## Ausstellungen (Auswahl)
Werke von Ugo Dossi sind unter anderem in der Städtischen Galerie im Lenbachhaus München und im Museum Moderner Kunst Stiftung Ludwig Wien vertreten.
Neben zahlreichen Gruppenausstellungen, an denen sich Dossi beteiligte, präsentierte er seine Werke unter anderem in folgenden Einzelausstellungen:
- 1971: Eat Art Gallery, Düsseldorf[13]
- 1974: Ugo Dossi: Objekte zur kontinuierlichen Revolution, oder die doppelte Umkehrung im Möbiusband, Städtische Galerie im Lenbachhaus, München[14]
- 1975: Städtisches Museum Morsbroich, Leverkusen[13]
- 1976: Museo Communale Palazzo dei Diamanti, Ferrara[13]
- 1981: Forum Kunst Rottweil[15]
- 1983: Die Heraldik des Nichtbewussten, Künstlerhaus Stuttgart[16]
- 1987: Galerie Brigitte March, Stuttgart[4]
- 1989: Gesellschaft Aktuelle Kunst, Bremen[17]
- 1991: Die Spur des Lichts, Glyptothek (München)[13]
- 1991: Ugo Dossi – Abgrund – Brücke – Wirbel, Märkisches Museum Witten[18]
- 1994: Museum Moderner Kunst Stiftung Ludwig, Wien[13]
- 1995: Museo Carrara Arte Moderna, Bergamo[13]
- 1996: Palais Harrach, Wien[13]
- 1997: Ultra-Marin, Zeppelin Museum, Friedrichshafen[13]
- 2000: Forum Bundeskunsthalle, Bonn[13]
- 2002: Ägyptisches Museum Berlin[13]
- 2004: Subliminal, Haus der Kunst, München[13]
- 2004: Segni e oracoli, Pari e Dispari, Reggio Emilia[19]
- 2005: Tretjakow-Galerie, Moskau[13]
- 2006: Rheinisches Landesmuseum Bonn[13]
- 2007: Felix-Nussbaum-Haus, Osnabrück[13]
- 2008: Spiel über der Tiefe, Kunsthalle Göppingen[20]
- 2008: Kunststiftung Erich Hauser, Rottweil[21]
- 2009: Ugo Dossi – Zyklon, Märkisches Museum Witten[18]
- 2015: Sinnlich + Übersinnlich = Weltmodelle, Stiftung Kunst und Kultur, Bonn[22]
- 2017: Sinnliches und Übersinnliches, Osthaus Museum Hagen[23]
- 2018: Stardust / Weltmodelle, Center of Advanced Studies (CAS) der LMU München[24]
- 2021: Zeichen und Wunder, Staatliches Museum Ägyptischer Kunst, München[25]
- 2022: Ugo Dossi: Zeichen, Museum Würth 2, Künzelsau[26]
- 2023/24: Zeichen und Wunder, Peter & Traudl Engelhornhaus der Reiss-Engelhorn-Museen, Mannheim[27]